# Henri François de Bombelles
Pour les articles homonymes, voir Bombelles.
Le Comte Henri François de Bombelles, né à Huningue le 25 ou 27 février 1681 et mort à Bitche le 29 juillet 1760, est gouverneur de la place de Bitche de 1740 à son décès en 1760. Il est l'auteur d'écrits sur l'art militaire.

## Biographie
Durant la guerre de Succession d'Espagne, il se distingue à Friedlingen en 1702, d'Oudenarde et Malplaquet en 1709.
Devenu colonel en 1711, il participe à la tête de son régiment l'année suivante, à la bataille de Denain, aux sièges de Douai, du Quesnoy et de Bouchain.
Il participe ensuite, avec le maréchal de Boufflers, à la campagne de Hongrie contre les turcs en 1717. 
Il est promu brigadier des armées du Roi en 1719, puis maréchal de camp en 1734 et lieutenant-général en 1744.
Il dirige l'éducation du petit-fils du Régent puis devient commandant du fort de Bitche en 1740.
Un monument commémoratif est élevé à sa mémoire en 1784 dans l'église Sainte-Catherine de Bitche. Le Comte de Bombelles est représenté en buste, de profil.

### Distinction
- commandeur de l'ordre royal et militaire de Saint-Louis (1754)[3]

### Mariages et descendance
Il épouse en 1718 Marie Françoise Suzanne Le Roux de Rassé, veuve en premières noces de Pierre de Surirey de Saint-Remy, fille de Gilles Le Roux de Rassé et Suzanne Grégoire.
Veuf, il se remarie en 1741 avec Geneviève Charlotte de Badains.
Enfants du premier mariage :
- Marie-Françoise de Bombelles, mariée en 1739 avec Nicolas Louis Gobelin d'Offémont, dont postérité, dont Anne Suzanne Françoise Gobelin d'Offémont, mariée en 1761 avec Adrien Nicolas Piédefer de La Salle, comte d'Offémont (1735-1818), dont postérité (de La Salle de Louvois) ;
- Joseph-Henri de Bombelles, baron de La Motte Saint-Lié (1721-1783), marié en 1750 avec Jeanne Le Goullon d'Hanoncourt, dont postérité féminine ;

Enfants du second mariage :
- Marc-Marie de Bombelles (1744-1822), maréchal de camp, ambassadeur du Roi de France, émigré, puis prêtre, évêque d'Amiens, aumônier de la duchesse de Berry[4], marié en 1778 avec Angélique de Mackau (1762-1800), dont postérité, dont Charles-René de Bombelles ;
- Alexandre René de Bombelles (1746-1808), non marié ;
- Henriette Victoire de Bombelles (1750-1822), mariée en 1775 avec le landgrave Constantin de Hesse-Rheinfels-Rotenbourg (1716-1778), puis en 1782 avec Louis Sophie Le Tellier, marquis de Louvois (1740-1785), dont Auguste Michel Le Tellier de Louvois ;
- Marie Jeanne Renée de Bombelles (1753-1828), mariée en 1777 avec Jean Joseph Guy de Guihem du Bourguet de Travanet (1746-1795). En 1791, il achète comme bien national, l'abbaye de Royaumont et la transforme en filature. Sans enfant.

## Écrits
- Mémoires sur le service journalier de l'infanterie...,deux volumes, Paris, 1717, lire en ligne ;
- Nouveaux mémoires sur le service journalier de l'infanterie... : dédiés à Monseigneur le Duc de Chartres, 1746, lire en ligne ;
- Traité des évolutions militaires les plus simples et les plus faciles à exécuter pour l'infanterie, 1754

## Galerie

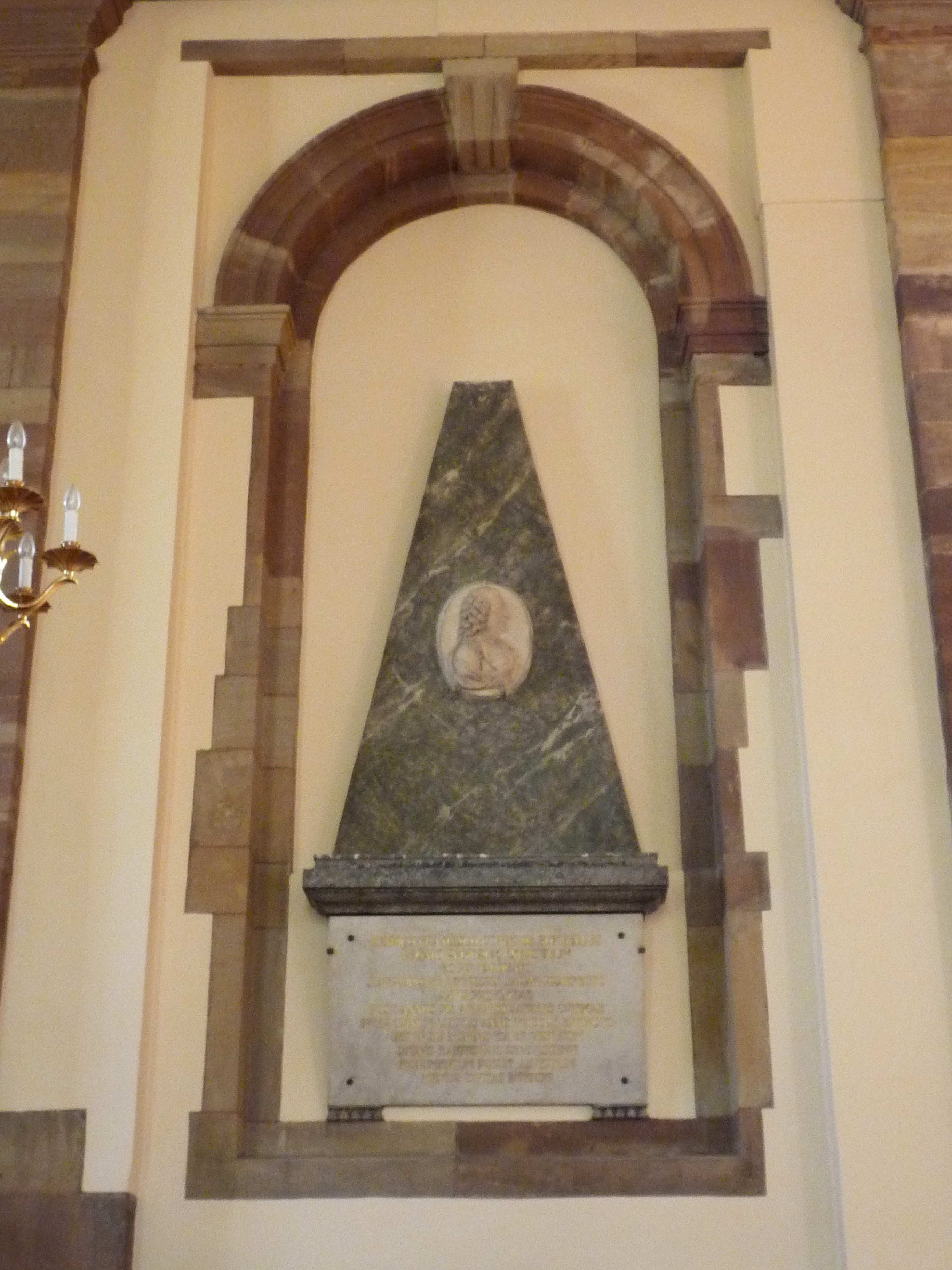
Le monument
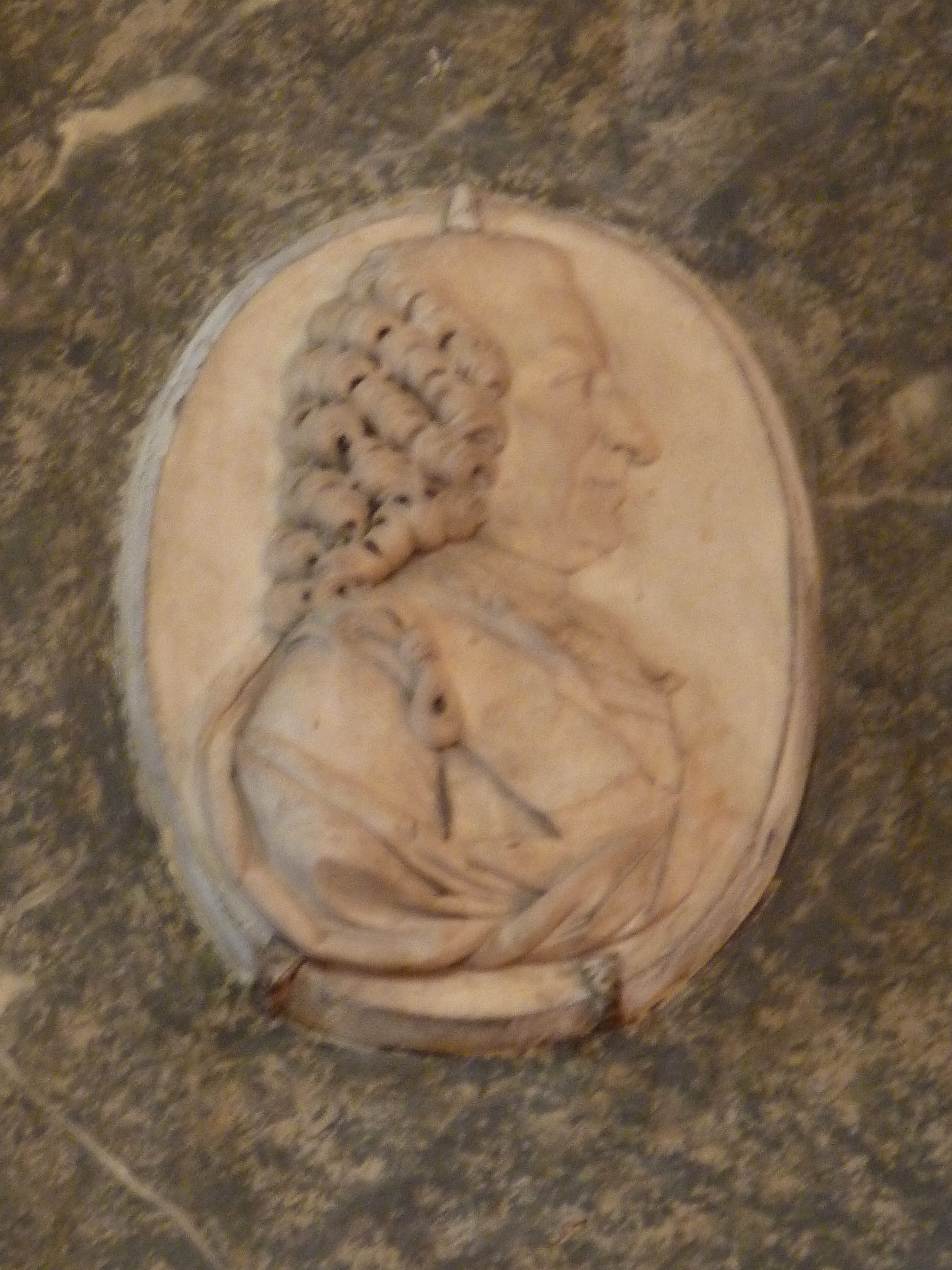
Le médaillon
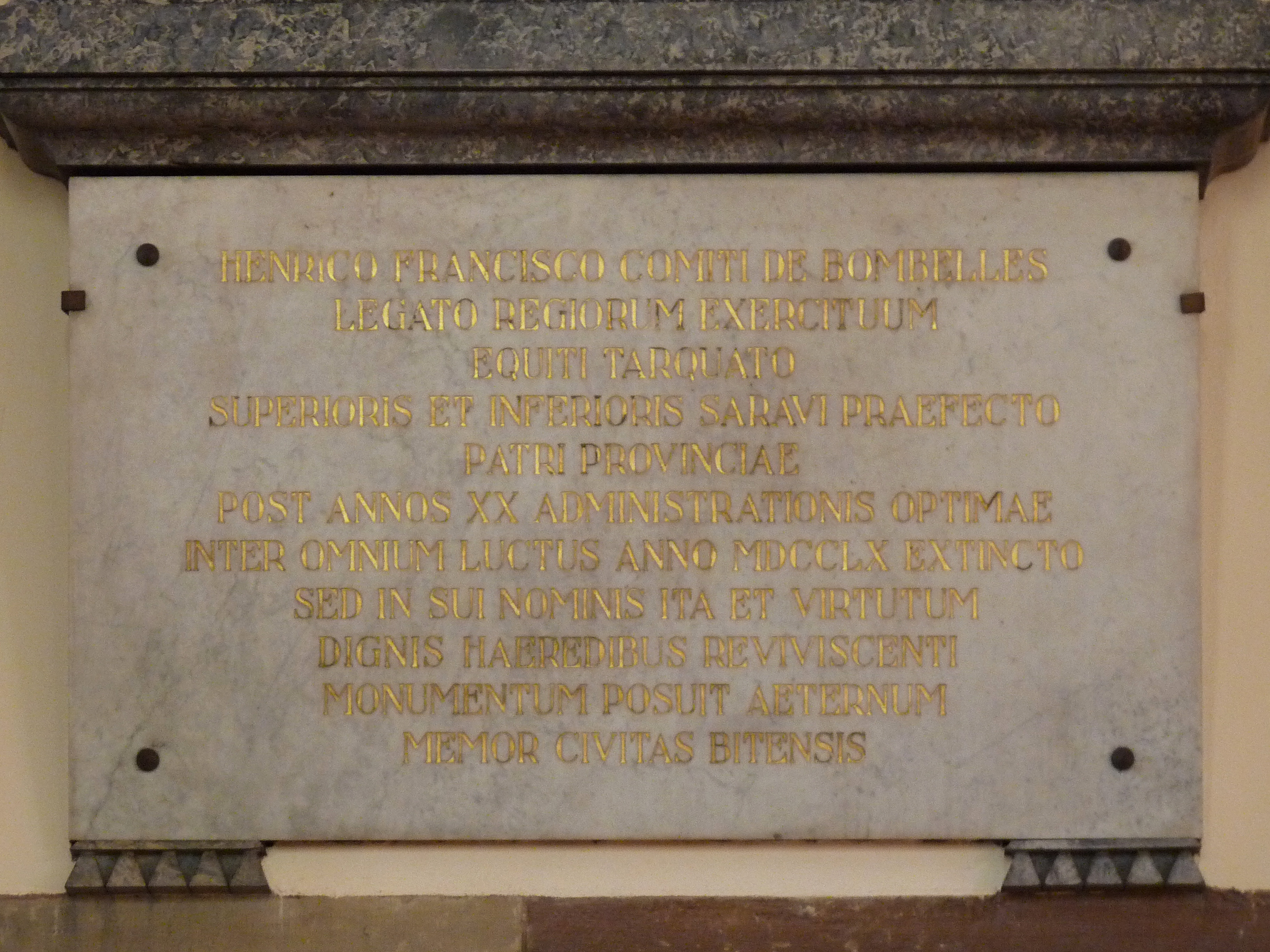
L'inscription